# Yvonne Jean-Haffen
Yvonne Jean-Haffen, née à Paris le 27 octobre 1895 et morte à Dinan le 24 novembre 1993, est une artiste peintre, dessinatrice, graveuse et céramiste française.

## Biographie
Née dans une famille originaire de l'Est de la France, elle voit le jour dans le 9e arrondissement de Paris. Passionnée de peinture dès l'enfance, Yvonne Jean-Haffen suit les cours d'une école privée et fréquente l'Académie de la Grande Chaumière. Puis élève d'Auguste Leroux, elle participe au Salon des artistes français de 1924 et 1925.
En 1925, elle rencontre Mathurin Méheut dont elle devient l’élève, la collaboratrice et l'amie. Ce dernier lui fait découvrir la Bretagne et, dès l’année suivante, elle s'y rend avec son mari pour peindre sur le motif à Erquy, Doëlan et Ouessant. Elle découvre les pardons, les travaux de mer et de terre. Elle participera en sa compagnie à la décoration du paquebot Île-de-France.
Yvonne Jean-Haffen entre dans le groupe des Artistes Décorateurs en 1925 où elle présentera des œuvres de 1927 à 1935. En 1933, la galerie Charpentier lui propose une exposition personnelle à Paris qui lui vaut de bons articles de critiques d'art. En Bretagne, à Brest, elle exposera régulièrement à la Galerie Saluden de 1933 jusque vers 1960. En compagnie de Mathurin Méheut, elle fait la connaissance du peintre Yves Floc'h en visitant la Chapelle Sainte-Anne-la-Palud en 1936.
Elle expose aussi au Salon de la Société nationale des beaux-arts jusqu'en 1954 (elle en devient sociétaire en 1947), ainsi que dans d'autres Salons parisiens jusqu'en 1986.
En 1925, elle entame une collaboration avec la faïencerie Henriot de Quimper où elle travaillera jusque vers 1950. Elle réalise aussi des pièces de céramique chez des céramistes parisiens et à la Manufacture nationale de Sèvres. Ses pièces de forme sont portées par le courant régionaliste de l'époque.
Elle pratique également la gravure sur bois, la linogravure, la gravure sur cuivre et la lithographie, et sera invitée à exposer à la Société de la gravure sur bois originale.
En 1930, Yvonne Jean-Haffen collabore avec Mathurin Méheut à la décoration de la salle de conférences et des espaces de rencontre de l'immeuble de la Heinz & C° à Pittsburgh : ce sera le premier des grands décors auquel elle participera. Sur commande de la Compagnie générale transatlantique puis des Messageries maritimes, Yvonne Jean-Haffen travaille à des décors de paquebots : en premier lieu des œuvres accrochées dans les cabines, puis pour la piscine de l'Aramis et des salles de jeux enfants dans les paquebots Maréchal Joffre, Paul Doumer et Île-de-France. Le dernier des grands décors réalisé est celui de l'Institut de géologie de Rennes.
Yvonne Jean-Haffen pratique l'illustration de livres ou d'articles de revues. Elle illustre En Dérive de Roger Vercel (éd. du moulin de Pen Mur), Les Champignons de Roger Heim (éd. Alpina), En parcourant la Normandie de La Varende (éd. Les Flots Bleus), Fontaines en Bretagne d'Yves Milon (Plon).
Yvonne Jean-Haffen et son mari achètent, en 1937, la propriété de "La Grande Vigne" , située en bord de la Rance à Dinan qui devint un lieu de repos et le point de départ pour des voyages de travail en Bretagne. Dès 1938, Yvonne Jean-Haffen entreprend la décoration de cette demeure et peint une fresque sur le mur de la salle à manger, inspirée de la vie bretonne. Elle installe dans la même pièce une partie du mobilier qu'elle avait dessiné pour son appartement du 30 rue Falguière à Paris.
En 1940, la vie artistique devient difficile dans un Paris occupé. Yvonne Jean-Haffen profite des facilités de ravitaillement de la campagne pour y recevoir Méheut et nombre d'artistes et amis. La Grande Vigne devint alors un centre de rencontres, fort apprécié, entre artistes et littérateurs. Après 1945, elle retourne vivre à Paris, Mathurin Méheut étant nommé professeur à l'École supérieure des beaux-arts de Rennes .
Après la mort de Méheut en 1958, le Président René Pleven pour le département[réf. nécessaire] achète une maison place du Martray à Lamballe pour y fonder le musée Mathurin-Méheut. L'exposition des œuvres données par sa femme et sa fille, Marguerite et Maryvonne Méheut, permit ainsi de conserver la mémoire de l'artiste. Yvonne Jean-Haffen assura la direction du musée, de son ouverture en 1972 jusqu'en 1992, année où elle fut décorée de l'ordre de l'Hermine. Elle avait été nommée chevalier des Arts et des Lettres en 1991.
En 1987, la Grande Vigne, son jardin, le mobilier, et le fonds d'œuvres sont donnés à la Ville de Dinan conjointement par Yvonne Jean-Haffen et son neveu. La maison d'artiste de La Grande-Vigne est ouverte à la visite depuis 1993 et chaque année se tient une exposition d'œuvres d'Yvonne Jean-Haffen.

## Collections publiques
- Musée Jean-Haffen à la Maison d'artiste de la Grande Vigne à Dinan : plus de 4 000 œuvres de l'artiste, céramiques, dessins, tableaux, affiches, gravures, photographies et ouvrages illustrés
- Institut de Géologie de Rennes (Géosciences Rennes, Université Rennes I)
- Musée des beaux-arts de Morlaix : Fontaine St Mathieu ou Les Tas de Pois
- Musée des beaux-arts de Brest
  - Femmes bretonnes en prière ; groupe d'hommes devant une église, vers 1930, 2 gravures, 27 x 19,5 cm[5];
  - La chapelle Notre-Dame de Châteaulin, papier, 36 x 26 cm[6];
  - Procession religieuse, vers 1930, gravure papier, 46 x 64,5 cm[7];
  - Sainte Barbe du Faouët, entre 1925 et 1935, gravure sur bois, 52 x 103,5 cm[8].

Toujours au musée des beaux-arts de Brest, ensemble de dessins préparatoires des décorations pour l'Institut de géologie de Rennes, rue du Thabor, commandé par le doyen Yves Milon :
- Camaret, les Tas de Pois (Finistère), 1943, gouache sur papier, 63 x 179 cm[9];
- Cap Fréhel (Côtes-du-Nord), 1943, gouache sur papier[10];
- Le Boël (Ille-et-Vilaine), 1943, gouache sur papier[11];
- Pléchâtel (Ille-et-Vilaine), 1943, gouache sur papier[12];
- Les Traouïeros à Ploumanac'h (Côtes-du-Nord), 1943, gouache sur papier[13].

## Œuvres

### Œuvres décoratives
Paquebots
- 1925, paquebot Île-de-France, en collaboration avec Mathurin Méheut
- 1926, paquebot Athos, pour les Messageries maritimes : six bois gravés
- 1927, paquebot Eridan[14], Mathurin Méheut y réalise deux décors de 5,5 de diamètre et six petites gouaches sur la faune et la flore australienne. Yvonne Jeann-Haffen y réalise un décor d'animaux exotiques
- 1929, paquebot Félix Roussel, décor de violettes
- 1930, paquebot Jean Laborde, décor de salamandre dans une forêt tropicale
- 1931, paquebot Aramis, décor de la piscine [15] avec Le Roi de Crète aux fleurs de Lys, fresque sur bois enduit, peinture à la caséine, dim. h:122 cm x l:81 cm[16]. Mathurin Méheut y décore la salle à manger de première classe avec des panneaux inspirés des fresques crétoises et Léo Fontan travailla également à la décoration de ce navire.
- 1934, paquebot Président Doumer, décor de la salle de jeux d'enfants sur le thème du Roman de Renart, panneau Tristan et Iseut
- 1950, paquebot Liberté, Portrait de La Fayette
- 1950, paquebot Maréchal Joffre, décor de la salle de jeux sur le thème du cirque
- 1959, cargo Michigan
- 1960, paquebot Napoléon
- 1962, paquebot France

Décors architecturaux
- 1930, fresque de la salle de conférences et des espaces de rencontre de l'immeuble de la Heinz & C° à Pittsburgh, en collaboration avec Mathurin Méheut
- 1938, décor des boiseries et fresque de la salle à manger de sa maison de « La Grande Vigne » à Dinan
- 1942-1945, décor pour les salles de l'Institut de géologie de Rennes en collaboration avec Mathurin Méheut, cinq toiles classées au titre des Monuments historiques en 1990 :
  - La Vilaine au Boël, Salle Milon
  - La Vilaine à Saint-Malo-de-Phily, Salle Milon
  - Ploumanac'h, le Petit Traouiéros, Salle Kerforme
  - Le cap Fréhel, Salle Kerforme
  - Les Tas de Pois, Presqu'île de Crozon, Salle Kerfome

### Céramiques
Dinan, Maison de la Grande Vigne
- 1930-1935, Bretonne et son poulain, la Manufacture Henriot à Quimper édita cette pièce en série, décor uni vert, émail brillant, signé « M », émail noir sous la marque d'atelier, marque atelier émail noir en bas derrière les jambes de la femme[17]
- 1930-1940, La Provençale, terre cuite peinte pour un ensemble décoratif[18]
- 1930-1940, Saint-Corentin, bas-relief en céramique, décor sous couverte polychrome, fabriqué à Quimper, pièce moulée et reproduite en série, émaillée en usine, émail brillant, fond en émail blanc, monogrammé, marque de la fabrique et inscription du sujet sur phylactère[19]
- 1930-1940, Sainte-Anne-la-Palud, bas-relief en céramique, décor sous couverte polychrome, titre sur phylactère, signé « M », émail noir dessous à gauche, marque atelier émail noir au dos, pièce moulée et reproduite en série, émaillée par la fabrique à Quimper[20]
- 1930-1940, Famille bretonne, groupe de personnages bretons, en costumes traditionnels fabriqué chez Henriot Quimper, intérieur émail noir, « M. » au milieu de chaque base en émail noir, pièce moulée et reproduite en série, émaillée polychrome émail brillant posé à la fabrique[21]
- 1940-1950, Bretonne tenant une oie, faïence, émail opacifié, pose irrégulière, « M » peint à l'intérieur, sujet représenté : Foire de Montbran[22]
- 1940-1950, Sainte-Anne éducatrice de Marie, faïence de Quimper, glaçure à l'étain, première ébauche pour une statue, donnée en ex-voto (non localisé)[23]
- 1950-1960, Sainte Barbe, faïence, émail opacifié, pose irrégulière, inscription bas gauche[24]

### Illustrations
- Roger Vercel, En dérive, Éditions Moulin de Pen Mur, 1945
- Roger Heim, Champignons, Éditions Alpina, Paris, 1948
- Visages du Limousin et de la Marche, pour les Horizons de France, 1950
- Perpillou, Ballot, Gauthier, Batgé, Visages du Limousin et de la Marche, éditions Horizons de France, 1950
- Jean de La Varende, En parcourant la Normandie, Éditions les Flots Bleus, 1953
- Yves Milon, Fontaines en Bretagne, Éditions Plon, Paris, 1964
- Florian Le Roy, Le pays de Dinan vu par Yvonne Jean-Haffen, Imprimerie Peigné, Dinan, 1977
- Yvonne Jean-Haffen, Fontaines bretonnes , Éditions Ouest-France, Rennes, 1979
- Roger Le Deunff, Les Chemins des Fontaines bretonnes (en breton Tro Feunteuniou Breizh), Dinard, Danclau, 1996
- Yvonne Jean-Haffen, La Grande Vigne, Éditions du Pays de Dinan, 1999
- Anne-Marie Norman, Mon usine sous l'occupation allemande 1940-1944, Éditions du Danhouët, La Chèze, 1999
- An Teirgwenerm Pembroke, livre en breton
- La Revue Maritime
- Compagnie armoricaine de Transports, diverses illustrations
- illustrations publicitaires pour des médicaments

### Affiches
Yvonne Jean-Haffen est l'auteur de plusieurs affiches de publicités commerciales ou culturelles. La maison de la Grande Vigne en conserve plusieurs, ainsi que des projets d'affiches.
- À Brest visitez, projet d'affiche pour son exposition à la Galerie Saluden en 1933 [25]
- La tour César à Provins, entre 1930 et 1940, affiche SNCF[26]

## Salons
- Salon des artistes français de 1924 et 1925
- Salon de la Société nationale des beaux-arts de 1926 à 1954
- Salon des artistes décorateurs de 1927 à 1935
- Salon des indépendants de 1938 et 1939
- Salon de la Marine de 1948, 1949, 1957, 1959, 1961 à 1964
- Salon de l'Union des femmes peintres et sculpteurs de 1950, 1951, 1968 et 1969
- Salon du dessin et de la peinture de 1955 à 1980

## Expositions
- Exposition coloniale de 1931
- Brest, Galerie Saluden, 1933
- Paris, Galerie Charpentier, 1933
- Exposition universelle de 1937
- Maison de la Bretagne, Paris 1957[27]
- « Yvonne Jean-Haffen », musée des beaux-arts de Morlaix, 1997
- « Carnets de voyages en Morbihan », du 1er juin au 11 novembre 2007 à la Galerie supérieure du cloître Saint-Anne-d'Auray, œuvres de Yvonne Jean-Haffen et Mathurin Méheut
- « Yvonne Jean-Haffen », CREC de Dinan, du 12 juillet au 30 septembre 2009
- « Archeologia »[28], 40mcube, musée des Beaux-Arts de Rennes, musée de géologie de l'université de Rennes I, Frac Bretagne, Rennes, 2013. Commissariat : 40mcube.

## Hommages
- La Municipalité de Rennes a donné son nom à une rue de la ville en 2006, située entre le parvis du "Gaumont" du Champ-de-Mars et le boulevard de la Liberté
- La Municipalité de Montgermont a aussi donné son nom à une rue de la commune en 2004